# Coats Land

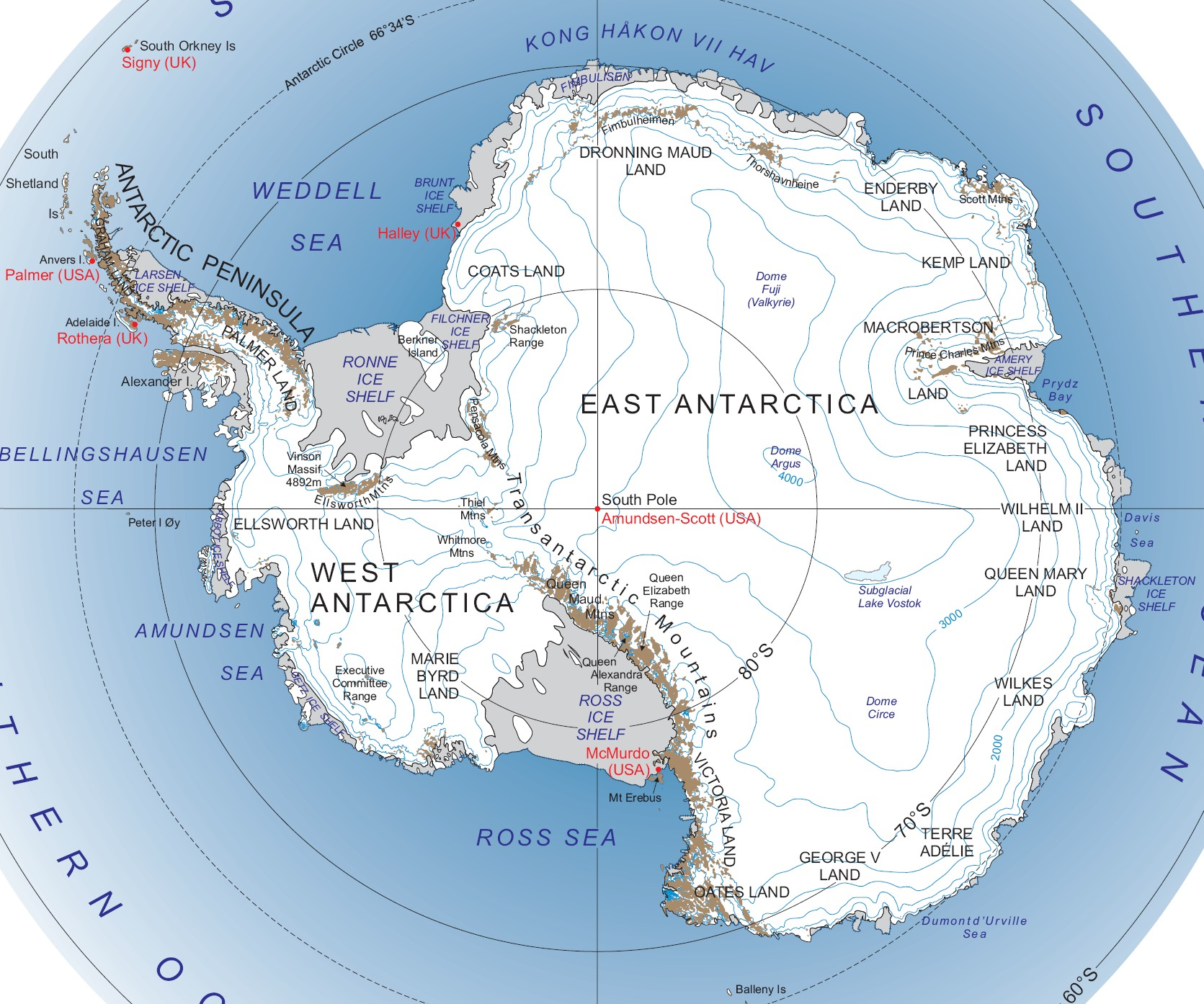
Lägeskarta, Coats Land längst upp på kartan.

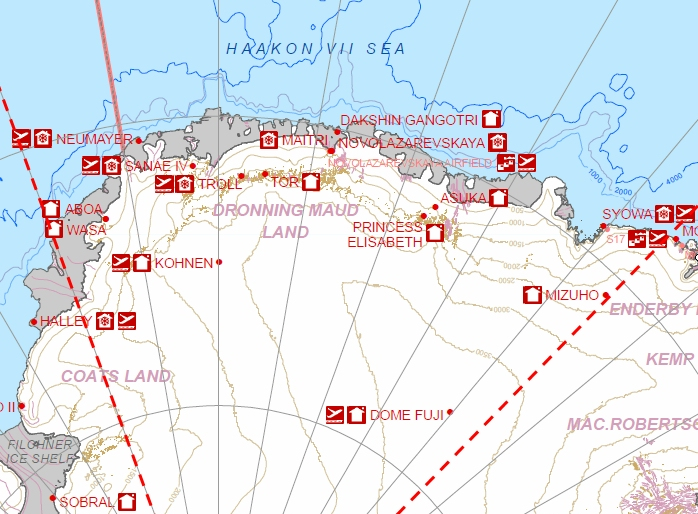
Översiktskarta över Coats Land.

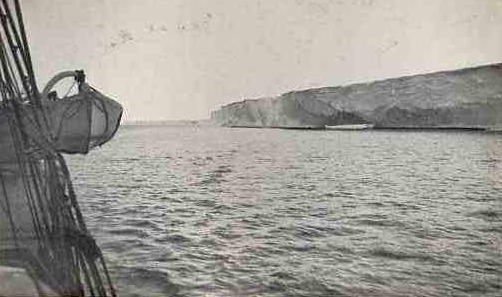
Cairds Coast sedd från en båt, 1910-talet.

Coats Land (engelska: Coats Land) är ett landområde i östra Antarktis.

## Geografi
Coats Land ligger i Östantarktis mellan Filchner Ronne shelfisen och Drottning Mauds land. Området ligger vid Weddellhavet och Kong Haakon VII:s hav och gränsar även till Riiser-Larsen shelfis och Brunt shelfis. Kusten är cirka 500 km lång och området sträcker sig mellan cirka 20° V till 36° V.
Området är kuperat med bergskedjan Shackleton Range i söder, de högsta topparna är Holmes Summit med 1 875 m ö.h., Mount Absalom (1 640 m) och Niggli Nunataks (1 470 m).
Coats Land omfattar delarna
- Caird Coast, mellan 20° V och 27° V
- Luitpold Coast, mellan 27° V och 36° V

Området ligger delvis inom Argentinska Antarktis och Brittiska Antarktis (respektive nationers landanspråk på Antarktis).

## Historia
Coats Land upptäcktes den 3 mars 1904 av Scotia Expeditionen under ledning av William Speirs Bruce och namngavs då efter bröderna James Coats och Andrew Coats, två stora bidragsgivare till expeditionen.
Åren 1911–1912 utforskades området ytterligare av den Tyska Antarktisexpeditionen under ledning av Wilhelm Filchner. Han upptäckte då Luitpold Coast som döptes efter Luitpold av Bayern.
Under december 1914 till januari 1915 utforskades området ytterligare av Enduranceexpeditionen under ledning av Ernest Shackleton. Han upptäckte då Caird Coast som döptes efter Sir James Key Caird, expeditionens finansiär.
1952 fastställdes de nuvarande namnen av amerikanska "Advisory Committee on Antarctic Names" (US-ACAN, en enhet inom United States Geological Survey).